# Gadebuscher Bach
Der Gadebuscher Bach ist ein Nebenfluss der Stepenitz im Landkreis Nordwestmecklenburg.
Der Wasserlauf entspringt etwa vier Kilometer südöstlich des Gadebuscher Stadtkerns, 1,2 Kilometer nördlich des zur Gemeinde Lützow gehörenden Ortsteils Kaeselow, auf der Gemeindegrenze und am Rande einer Waldfläche. An diese Stelle werden Verrohrungen aus Richtung Gadebusch und Kaeselow geführt. In östlicher Fließrichtung wird der Lützower Ortsteil Bendhof durchlaufen. Bei Brüsewitz mündet der Bach in den Speicher Faulmühle, der Anfang der 1980er Jahre durch Aufstauung des Baches und des Mündungsflusses Stepenitz zum Zweck der Bewässerung der umliegenden Felder entstanden ist.
In seinem etwa neun Kilometer langen Verlauf, in dem rund fünf Meter Höhenunterschied überwunden werden, laufen dem Bach mehrere Gräben zu, unter ihnen rechtsseitig die Rehmel.